# Heinrich Häuser
Heinrich Häuser (* 12. Januar 1882 in Watzenborn-Steinberg; † 6. Dezember 1944 in Gießen) war ein hessischer Politiker (SPD Hessen) und Abgeordneter des Landtags des Volksstaates Hessen in der Weimarer Republik.

## Familie
Heinrich Häuser war der Sohn des Tagelöhners Johannes Häuser und dessen Frau Maria geborene Seipp. Er war mit Christine geborene Seipp verheiratet.

## Ausbildung und Beruf
Heinrich Häuser arbeitete nach dem Besuch der Volksschule ab 1896 als Bergarbeiter, ab 1905 als Bahnarbeiter und 1907 bis 1920 als Lagerarbeiter in Watzenborn-Steinberg. Zwischen März 1920 und 1933 arbeitete er als Parteisekretär in Gießen.

## Politik
Heinrich Häuser gehörte dem Provinziallandtags Oberhessen und 1919 bis 1921 dem Landtag an.